# 755
755 (DCCLV) var ett normalår som började en onsdag i den julianska kalendern.

## Händelser

### Okänt datum
- Den umayyadiske härskaren Abd ar-Rahman I landstiger i Almuñécar och inleder erövringen av Spanien.
- I Kina gör guvernören An Lushan uppror vilket försvagar Tangdynastin.

## Födda
- William av Gellone, greve av Toulouse.

## Avlidna
- Childerik III, kung av Frankerriket 743–751 (död omkring detta eller föregående år)